# ヨーロッパアナグマ
ヨーロッパアナグマ（Meles meles）は、ヨーロッパのほぼ全域に分布するイタチ科の食肉類。アナグマ属のタイプ種。広範な生息域で個体数も多く安定しており、一部地域では増加中だと考えられるため、IUCNレッドリストでは最も絶滅懸念の少ない低危険種に分類されている。ヨーロッパの大部分で優勢な幾つかの亜種が、このタイプ亜種 (M. m. meles) として認知されている。
頭が小さく、ずんぐりした体、小さくて黒い目、短い尾を持つ、毛並みが黒・白・茶・灰色の動物である。体重は変動的で、春は7-13kgでも冬眠期間前の秋には15-17kgまで増加する。夜行性かつ社会的動物であり、縄張り範囲内に複数ある巣穴の1つで日中に眠る、穴掘りをする。その巣穴には複数の部屋と出入口があり、長さ35-81mに及ぶ地下通路が広範に体系的に張り巡らされている。数十年にわたって巣穴を使い続け、複数個体からなる家族群がそこに入る。巣穴の清潔さに神経質で、新鮮な寝床を運んだり汚ない物を取り除き、居住区外に計画的に置かれたトイレや他の居住区に向かう途中で排泄する。 
肉食動物に分類されるが、ミミズ・大型昆虫・小型哺乳類・腐肉・穀物・塊茎など多種多様な動植物を餌にしている。春には最大で5頭の幼獣を産む。数ヶ月後で離乳を迎えるが、通常はその家族グループに留まっている。ウサギやアカギツネやタヌキといった他種と巣穴を共有することで知られているが、挑発されると凶暴になることがあり、この形質がアナグマいじめという現在違法なブラッド・スポーツで悪用されていた。ウシ型結核菌の保菌者であり、牛にも影響を与える。イギリスでは、牛結核の発生率を減らすために個体数の選抜除去が行われている。この実践の有効性をめぐって賛否激しい議論が起きているが、選抜除去は残酷で非人道的だと広く見なされている。

## 命名
和名の「アナグマ」は巣穴で暮らす性質が由来であるが、英名"badger"の語源は不明瞭で諸説ある。
他のアナグマ種が普遍的ではない欧州では、本種が単に「アナグマ (badger)」と呼ばれている。

## 分類
Ursus melesは1758年にカール・フォン・リンネが使用した学名で、著作『自然の体系 (Systema Naturae)』で本種を記載した。

### 進化
この種は、更新世初期の中国にいたMeles thoraliから進化した可能性が高い。近代種はチバニアン期に生まれ、化石はエピスコピーア（イタリア）やモースバッハ（ドイツ）など欧州各地で見つかっている。化石と現生標本の比較では、臼歯の表面積増大と裂肉歯の変容において、雑食への顕著な進歩適応が見られる。たまにアナグマの骨が昔の地層で発見されるが、アナグマの穴を掘る習慣のためである。

### 亜種
19世紀と20世紀に、幾つかのアナグマ類の標本が亜種として記載または提案された。2005年時点で8亜種が有効名として認識されたが、うち4種 (canescens, arcalus, rhodius, severzovi) については別種のコーカサスアナグマ (M. canescens) に属すると2021年現在は考えられている。
| 亜種                                 | 三名法およびシノニム | 補足説明 | 生息域 |
| ------------------------------------ | --- | --- | --- |
| ヨーロッパアナグマ (M. m. meles)     | Linnaeus, 1758 taxus (Boddaert, 1785) alba (Gmelin, 1788) maculata (Gmelin, 1788) vulgaris (Tiedemann, 1808) europaeus (Desmarest, 1816) caninus (Billberg, 1827) communis (Billberg, 1827) typicus (Barrett-Hamilton, 1899) britannicus (Satunin, 1905) caucasicus (Ognev, 1926) tauricus (Ognev, 1926) danicus (Degerbøl, 1933) | 強く発達した矢状の模様がある大型の亜種で、軟かい毛皮と比較的稠密な下毛を持つ。背部は比較的純粋な銀灰色の色調で、頭部の主な色調は純白である。暗い縞模様は広く、黒く、白い部分が首の上部と側面に沿って伸びている。秋には20-24kgまで重量を増やすことがあり、一部の標本はさらに大型である | ヨーロッパ大陸（イベリア半島を除く）。東の範囲は旧ソ連のヴォルガ川、クリミア半島、北コーカサスの欧州地域に及ぶ。 |
| イベリアアナグマ (M. m. marianensis) | Graells, 1897 mediterraneus (Barrett-Hamilton, 1899) | | イベリア半島（スペインとポルトガル）                                                                             |
| キズリャルアナグマ (M. m. heptneri)  | Ognev, 1931 | 大型の亜種で、アジアアナグマのいくつかの特徴、すなわち非常に淡く鈍い灰色がかった黄褐色で頭に細い縞模様が見られる。 | コーカサス北東部の草原地域、カルムイク草原、ヴォルガ川の三角州                                                   |
| ノルウェーアナグマ (M. m. milleri)   | Baryshnikov, Puzachenko and Abramov, 2003 | この亜種は、スウェーデンとフィンランドにいるタイプ亜種よりも頭蓋骨と歯が小さい。 | ノルウェー南西部のテレマルク県西部                                                                               |

## 形態

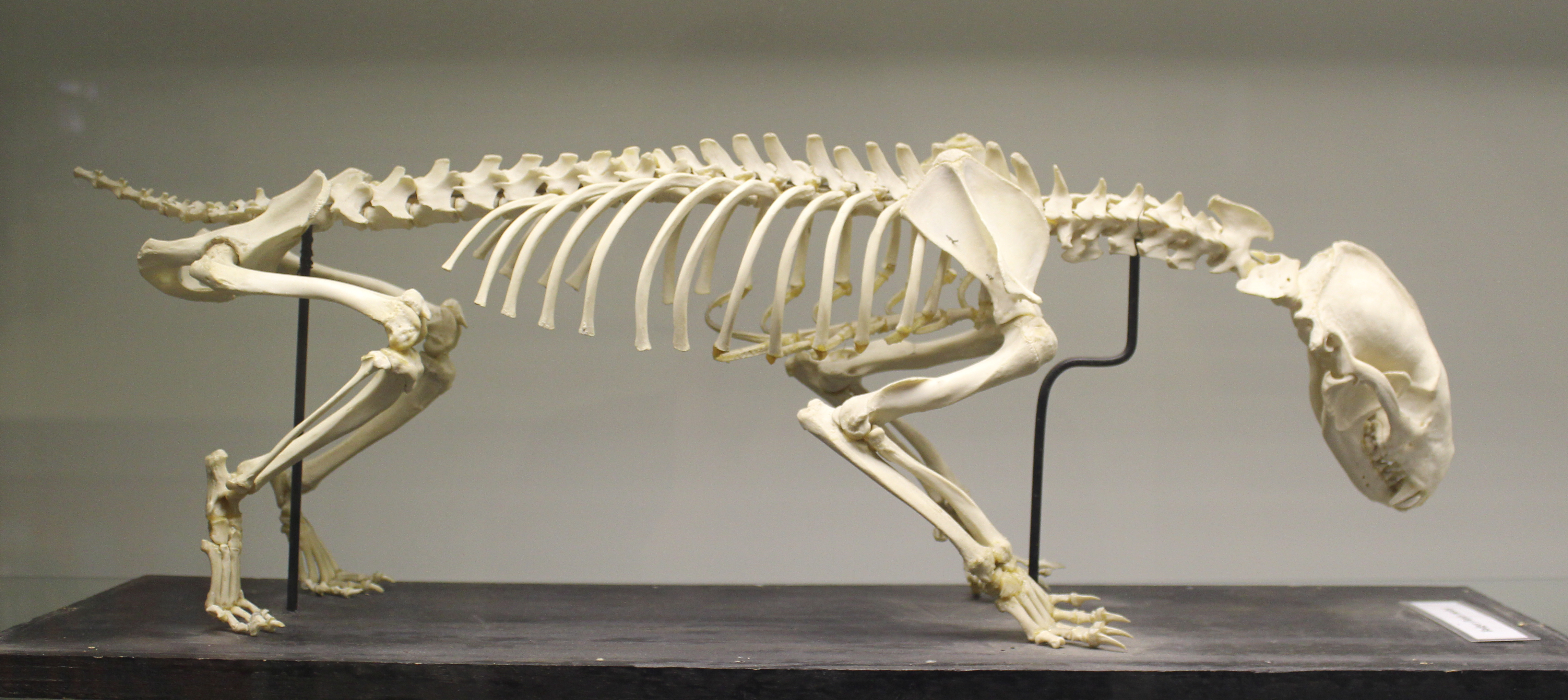
王立獣医学校にあるヨーロッパアナグマの骨格

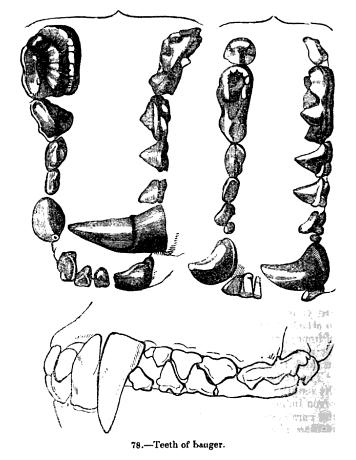
歯

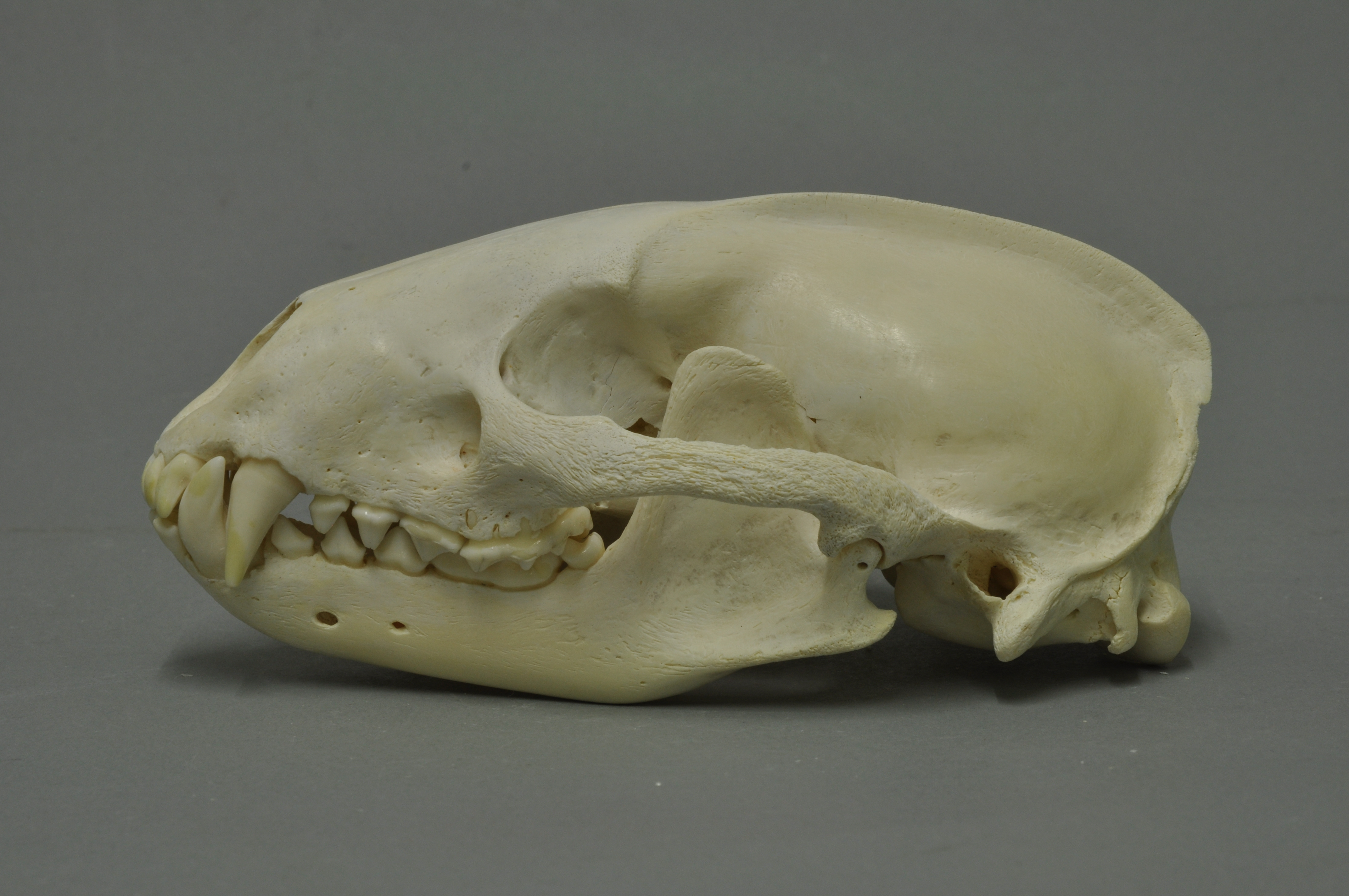
ヨーロッパアナグマの頭蓋骨

小さな頭、太く短い首、ずんぐりした楔形の体と短い尾を持つ四肢のがっしりした動物である。足は蹠行または半趾行で短く5本指である。四肢は短くて大きく、足の裏には毛が無い。爪は強くて細長く、掘削を補助する鈍い端部がある。爪は引き出したりできず、年齢と共に後ろ爪が摩耗する。年老いた個体では、長年の使用により後ろ爪が完全に摩耗していたりもする。穴掘りや調査に使用される鼻口部は、筋肉質で柔軟である。目は小さく、耳は短くて先端が白い。洞毛は、鼻口部と目の上にある。
典型的にオスは、メスよりも頭部が広くて首が太く、尾が細い。メスは流線形で体躯が細く、頭はドーム型ではなく尾がふさふさしている。雑食性を反映して腸がアカギツネのものよりも長い。小腸は平均長さ5.36mあり、盲腸がない。オスメスともに3対の乳首があるが、メスのほうがより発達している。テン属やヨーロッパケナガイタチやクズリのように背中を柔軟に曲げることができず、全速力で素早く動くことは可能だが、ミツアナグマのように完全直立はできない。 
成体は肩の高さで25-30cm、体長は60-90cm、尾長は12-24cm、後肢の長さは7.5-13cm、耳の高さ3.5-7cmである。オスは、体型がメスを僅かに上回るが、重量はだいぶ上回ることがある。彼らの体重は季節によって変動し、春から秋に成長して冬の直前にピークに達する。夏季では一般的に7-13kgで、秋には15-17kgになる。
ポーランドのビャウォヴィエジャの森にいる成体の平均体重は、春の10.2kgから秋には最大19kgに達し、春から体重が約46%増加する。イギリスのウッドチェスターパークでは、成体の春の体重が平均7.9kgで秋の平均が9.5kgだった。スペインのドニャーナ国立公園では、成体の平均体重が6-7.95kgと報告されており、赤道に近い比較的暖かい気候程体ほどサイズが小さくなるベルクマンの法則に恐らく従っている。メスは秋に体重が約17.2 kgに達することもあるが、秋には非常に大きなオスが報告されており、検証済みの最も重い個体は27.2 kgである。平均体重で見ると、クズリに次いで2番目に大きい陸生イタチ科になる。嗅覚は鋭敏だが、赤色灯に反応しないことで示されるように単色性視覚である。動く物体だけに注意が引かれる。聴覚は人間ほど良くない。

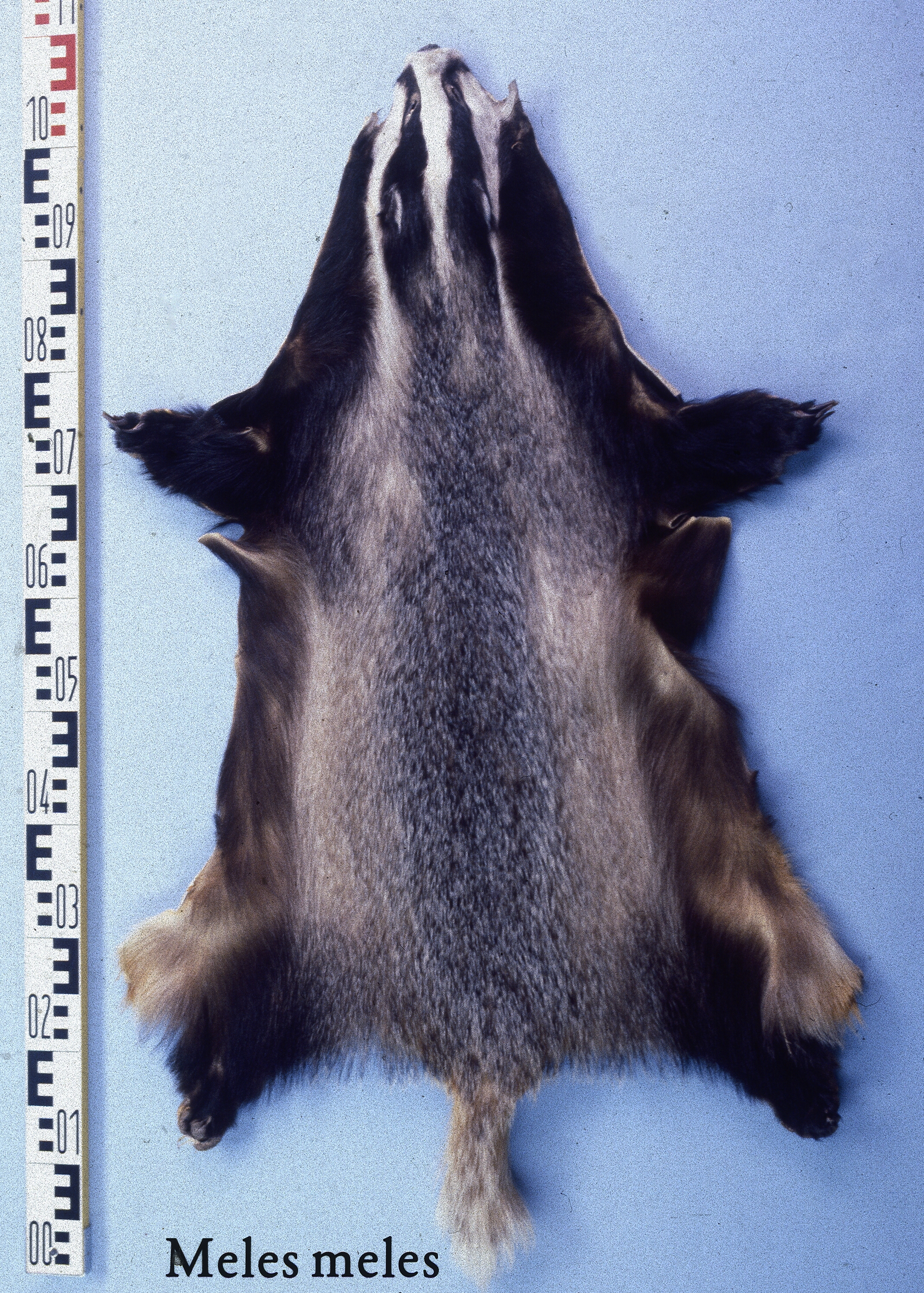
アナグマの皮。白黒はっきりした毛皮の模様は、擬態ではなく攻撃者に警告する役割があり、夜間に目立つ。

の頭蓋骨は非常に大きく、重く、細長い。その頭蓋は楕円形で、頭蓋骨の顔部分は細長くて狭い。成体には、高齢の雄で長さ15mmに達する顕著な矢状隆起 (sagittal crest) があり、ミツアナグマのものよりも強く発達している。顎の筋肉を固定する以外に、隆起の厚みは激しい打撃から頭蓋骨を守る。テン属と同様、ヨーロッパアナグマの歯列は雑食に適している。切歯は小さくて鏨の形状であり、犬歯が顕著で、裂肉歯は過度に専門化されていない。臼歯は平らで噛み潰すのに適応している。顎は大半の骨を砕けるほど十分に強力で、挑発されたアナグマが男性の手首に激しく噛みついたため手を切断せざるを得なくなった、と報じられたことがある。歯式は{\displaystyle {\tfrac {3.1.3.1}{3.1.4.2}}}である。
臭腺は尾の付け根下側と肛門の上にある。尾の下側にある腺はジャコウのような匂いのするクリーム色の脂肪物質を分泌し、肛門腺はより刺激臭のする黄色がかった茶色い液体を分泌する。

### 毛皮

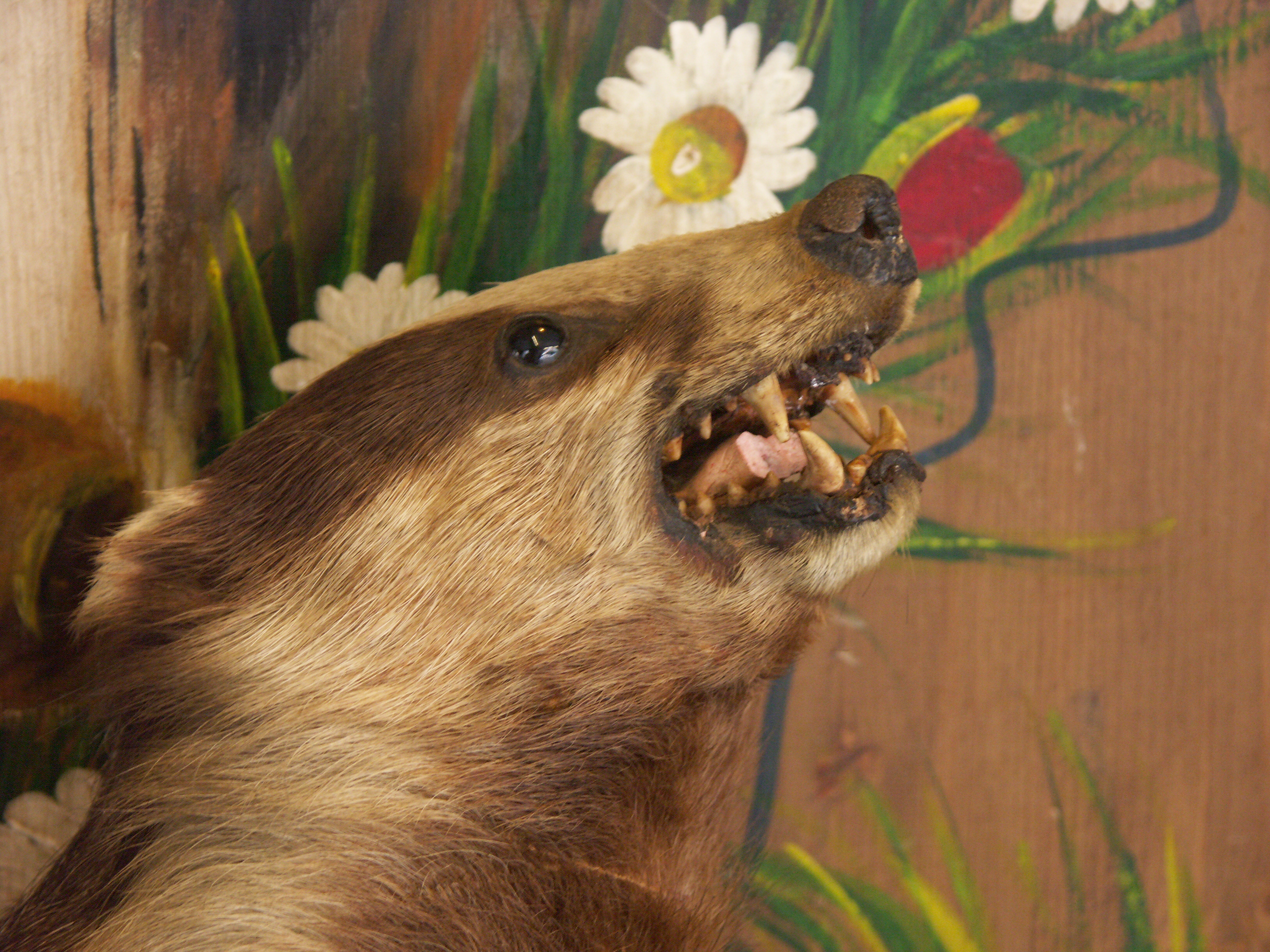
剥製にされた赤髪症のヨーロッパアナグマ

冬は、背中と側面の毛皮が長くて粗く、薄くて柔らかい下毛を備えた剛毛の保護毛で構成されている。腹の毛皮は短くて薄い毛で構成され、鼠径部には皮膚が見える。背側中央の保護毛の長さは、冬に 75-80mmである。冬の前、喉と首の下側と胸と脚は黒である。腹は薄く茶色がかった色だが鼠径部は茶色がかった灰色である。背面と側面の一般的な色は薄い銀灰色で、側面には麦藁色の光沢がある。尾は長くて粗い毛で、一般的に背中と同じ色である。黒い2つの帯は、上唇から始まって、耳の付け根全体に上向きに通過し、頭に沿って伸びている。この帯はたまに首に沿って伸び、上半身の色と合流する。帯の前部は15mmで、耳の辺りでは45-55mmまで広がる。広くて白い帯は鼻先から額と頭頂部を通って伸びている。白い模様は頭の下部で発生し、首の長さの大部分まで後方に伸びる。夏の毛皮ははるかに粗くて短くまばらで、黒が茶色くなり（時には黄色がかった色合い）落ち着いた色である。部分的なメラニン沈着が知られており、アルビノは珍しくない。アルビノの個体は、ピンクの目で純白または黄色がかった毛の色合いになる事がある。赤髪症の個体は、通常だと体の黒い部分が薄赤茶色になるのが特徴で、前者よりも一般的である。黄色の個体も知られている。

## 分布
ヨーロッパの大部分に自然生息している。アジアアナグマ (Asian badger) との分布範囲の境界はヴォルガ川で、ヨーロッパ種はその西岸にいる。ヨーロッパアナグマとコーカサスアナグマの分布範囲の境界は北コーカサスにあるが、明確な境界は定義されておらず、一部の地域では共生しており交雑地域を形成する可能性がある。ヨーロッパロシアでは普遍的で、1990年には3万個体が記録されている。中央ヨーロッパの狂犬病の減少も一部あり、彼らは範囲全域に沢山いて増加している。イギリスでは1980年代から1990年代にかけて77%増を経験し、同国の2012年におけるアナグマ個体数は30万頭と推定されている。
地中海の灌木地帯 (maquis shrubland) を含む落葉樹と混合森林、空き地、雑木林、牧草地、藪地で見られる。アカギツネほどではないが、郊外や都市公園での生活に適応している。山岳地帯では最大高度2000mまで姿を見かける。

## 生態

### 社会的行動と縄張り行動

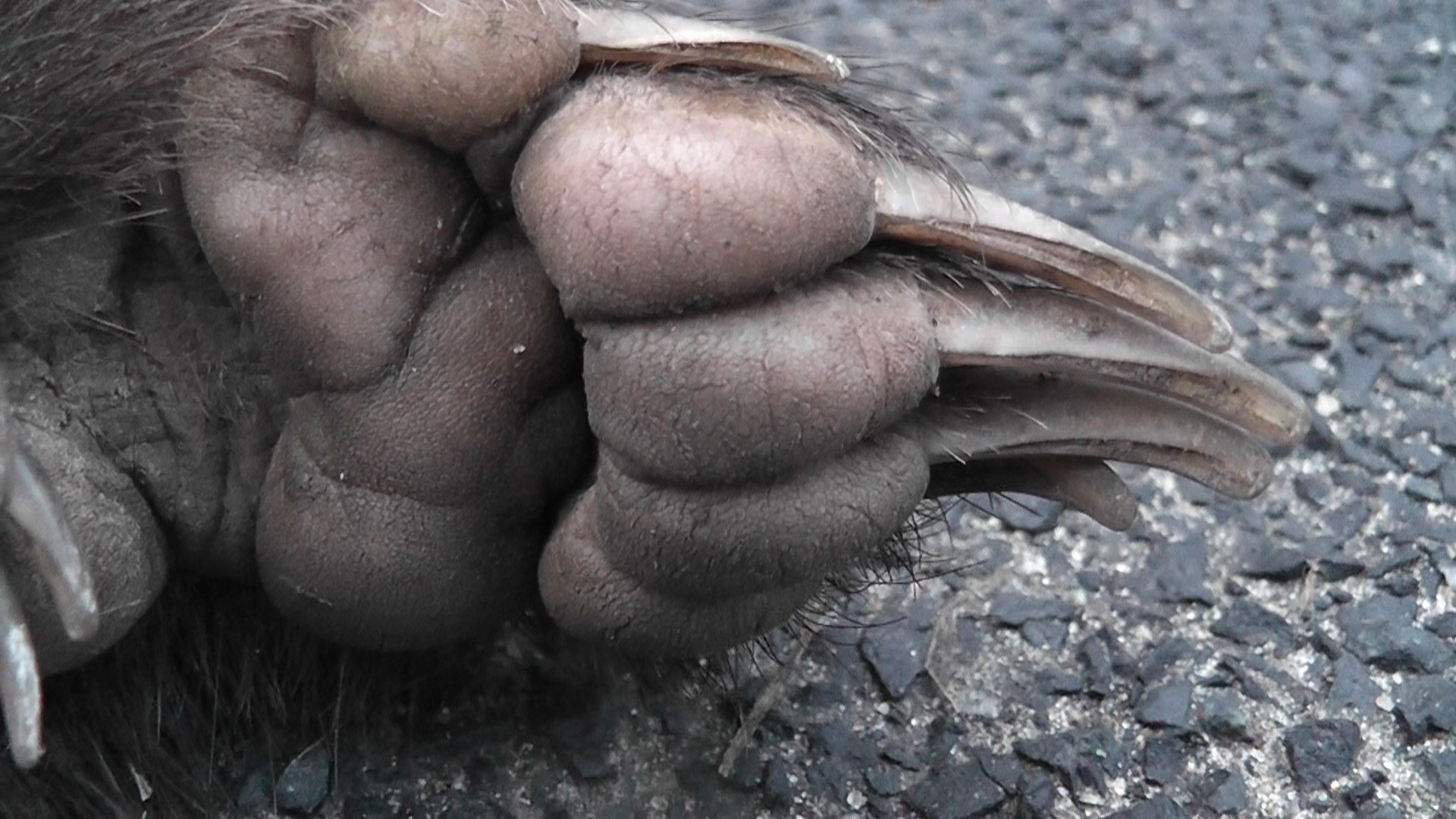
アナグマの爪

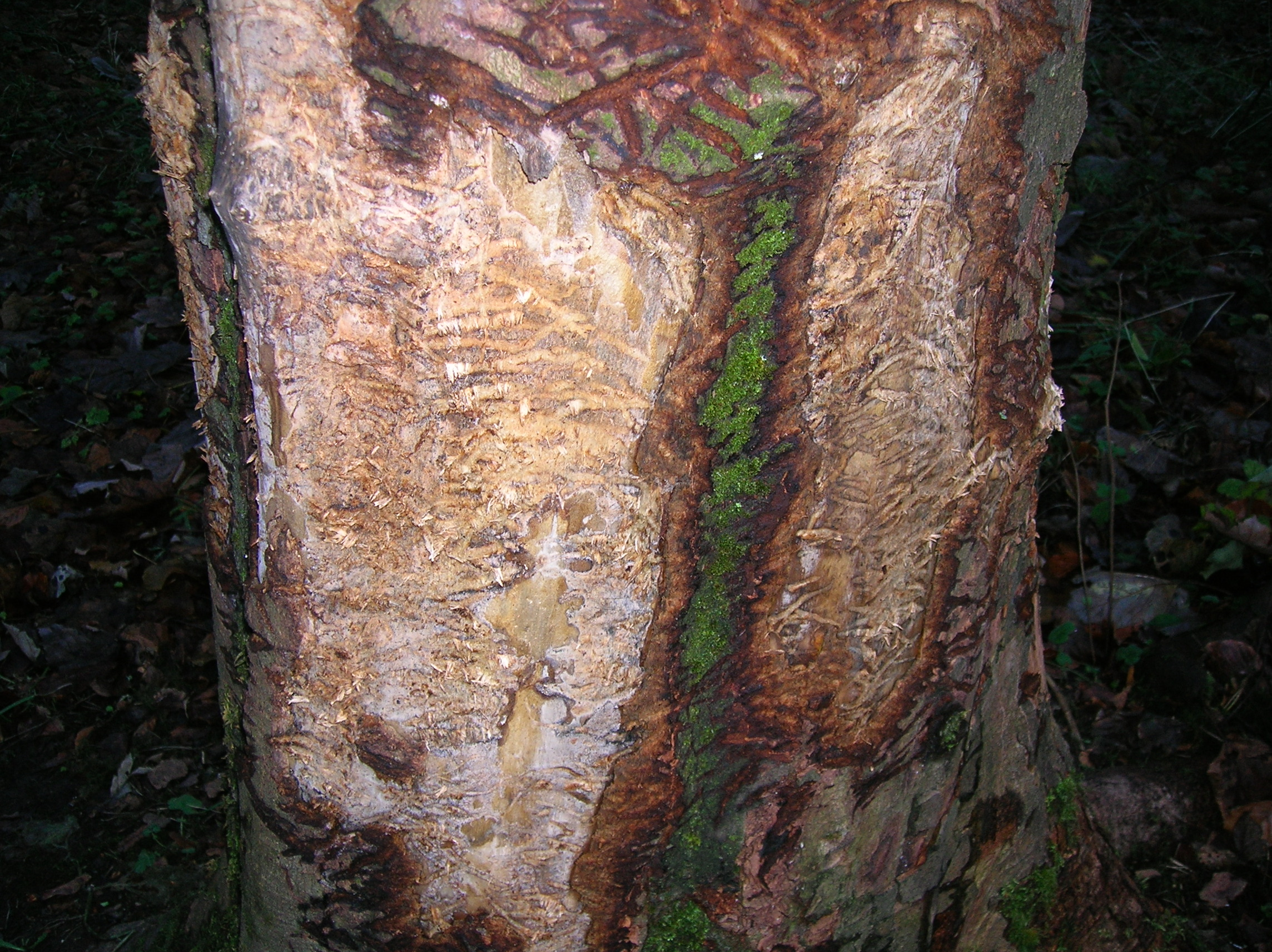
アナグマの引っ掻いた木

ヨーロッパアナグマは最も社会的なアナグマで、平均6頭の成体集団を形成し、最大で23個体が関わったものが記録されている。集団の規模は、生息地の組成に関連している可能性がある。最適な条件下では、アナグマの縄張りが30haほどに小さくなりうるが、限界地域では150haにまで広がったりする。縄張りは、共同トイレとよく整備された通路の存在から識別されうる。縄張り争いを行うのは主にオスである。階層的な社会体系が個体間に存在すると考えられており、大きく強力なオスは小さいオスよりも優位性を主張するようである。大きなオスは、春先の主な交配シーズンに近くの縄張りに時々侵入する。
衝突やより悪質な戦いは、一般的に繁殖期の縄張り防衛から生じる。しかし、一般に、群れの内外で互いにかなり寛容性が見られる。オスはメスよりも積極的に縄張りをマーキングする傾向にあり、春先の交配シーズン中にこの縄張り行動が増加する。爪と歯で非常に徹底的に毛繕いをする。毛繕いが社会的機能を持つ場合がある。薄明薄暮性かつ夜行性である。アナグマ同士の攻撃は主に縄張り防衛と交配に関連している。戦うとき、互いに首と臀部に噛みつき、走り、互いに追いかけ合い、そうしたな戦いで負った怪我は深刻で時には命を落とす可能性もある。犬に襲われたり、性的に興奮したりすると、尻尾を上げて毛皮をふくらませる場合がある。
声域は広い。脅されると深いうなり声を発し、戦う際は低い軋むような声を上げる。驚いたときに吠え、遊ぶときや苦しんでいる時はいななき、警戒したり威嚇する時は突き刺すような悲鳴を発する。

### 営巣行動

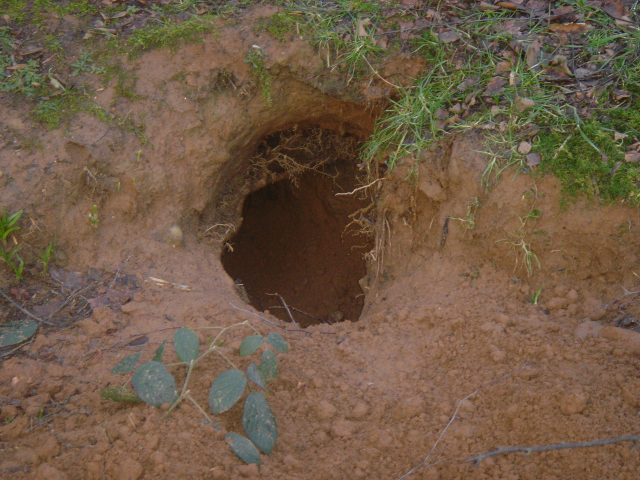
アナグマの巣穴の出入口

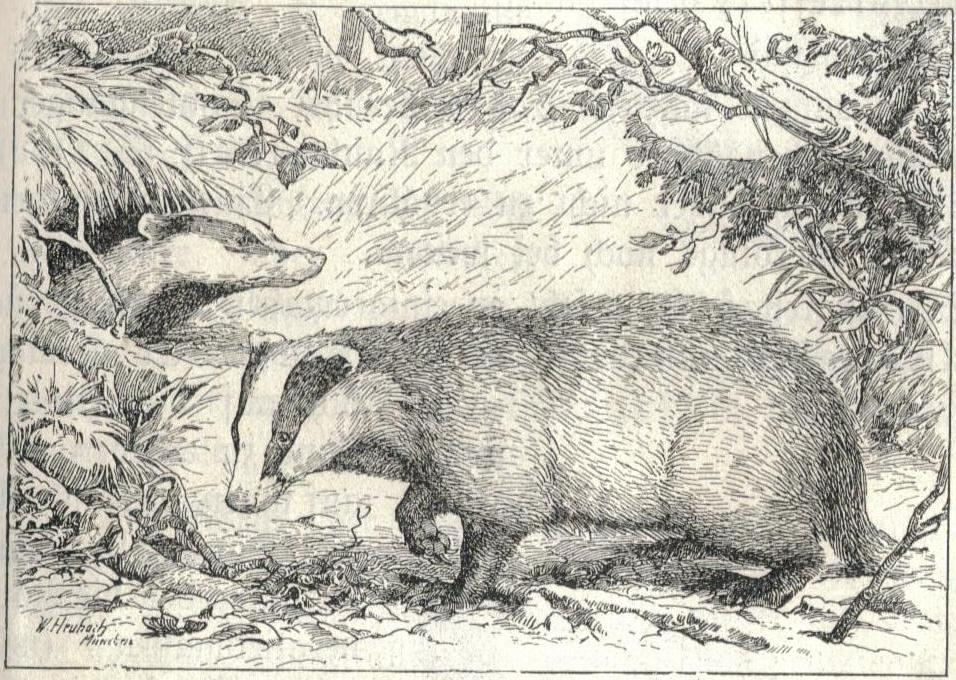
巣穴を描いた版画

他のアナグマ類と同じく、ヨーロッパアナグマは穴掘りをする動物である。しかし、彼等の構築する巣穴は最も複雑で、世代から世代へと受け継がれる。1巣の出口数は数個-50まで変動する。巣穴は広大で、たまに複数家族を収容している。これが起こると、各家族が独自の通路と巣部屋を占有する。一部の巣穴には、危険時や遊ぶ時にのみ使用される出口がある。典型的な通路は、幅22-63cm×高さ14-32cmほどである。家族単位で寝室が3つあり、その一部は両端が開いている。巣の部屋は開口部から5-10 mに位置し、地下1 m以上、場合によっては2.3mにある。一般的に、通路の長さは35-81mほど。巣部屋は平均76cm×74cm×高さ38cmである。
アナグマは年間を通して（特に秋と春に）穴を掘り、寝わらを集める。巣穴の整備は通常、子分格のメスおよびボス格のオスによって行われる。部屋は頻繁に寝わらが敷かれ、乾燥した夜に持ち込まれ、イネ科の草・ワラビ属・わら・葉・苔で構成されている。1夜で最大30束が巣穴に運ばれたりもする。ヨーロッパアナグマは、定期的に古い寝藁を片付けて捨てる、入念に清潔にする動物である。冬の間、彼らは晴れた朝に外へ寝わらを取りにいき、その日遅くにそれを取り出す場合もある 。春の大清掃は子アナグマの誕生と関連しており、寄生虫の増殖を防ぐため夏季も数回行う場合がある。
アナグマが巣穴内で死んだ場合、同じ巣にいる種がその部屋を封印して新しいものを掘る。一部だが巣穴からその遺体を引き出して外部に埋めてしまうアナグマもいる。巣穴はほぼ常に木の近くにあり、その木はアナグマによって背伸びや爪研ぎに使用される。アナグマは、巣穴の近くや縄張りの境界や食糧供給の豊富な場所の近くなど戦略的な場所にあるトイレで排便する。
極端なケースとして、妥当な穴掘り場所が不足している冬時にアナグマは積み干し草の中に移動する場合がある。アカギツネやアナウサギと巣穴を共有する場合もある。アナグマが、他の捕食者に敵対してウサギの護衛をする場合もある。ウサギは、通常よりも小さく辿り着くのが大変な部屋に住むことで、アナグマによる捕食を避けている。

### 繁殖と発育
ヨーロッパアナグマの発情周期は4-6日間続き、春にピークがあるが年じゅう起こり得る。オスアナグマは通常12-15ヶ月で性成熟を果たすが、これには9ヶ月から2年の範囲がある。オスは通常1月-5月に繁殖期を迎え、夏には精子形成が減少する。メスは通常2年目に排卵が始まるが、一部は例外的に9ヶ月で始まる。彼らは年中いつでも交尾可能だが、主なピークは成熟したメスが産後の発情周期で、若い個体が最初の発情周期を迎える2月-5月である。この期間外に行なう交配は、典型的にその年最初の交尾で失敗したか性成熟の遅かったメスアナグマが行う。
通常アナグマは一夫一婦制である。オスは通常、生涯で1頭のメスと交尾するのに対し、メスは複数のオスと交尾することが知られている。交尾は15-60分間続くが、メスが発情期でない場合は1-2分の短い交尾をする場合がある。子宮壁に受精卵が着床する前に2-9ヶ月の準備期間があるものの、12月の交配は直ちに着床につながる可能性がある。通常、12月に着床が行われ、妊娠期間は7週間続く。子アナグマは通常、寝わらを備えた地下室内で1月中旬から3月中旬に誕生する。土壌がぬかるんだ地域では、地上の建物内で子アナグマが生まれる場合もある。典型的には、ボス格のメスアナグマだけが繁殖し、子分格のメスによる繁殖を抑制する。
１回の妊娠で平均1-5頭の子アナグマを孕む。その多くは同居のオスによるものだが、約半数（最大54%）については違う巣穴のオスアナグマが父親ということもありうる。ボス格のメスアナグマが部下の子アナグマを殺してしまう場合もある。子アナグマはピンクで生まれ、毛皮は銀灰色でまぶたは閉じている。生まれた直後のアナグマは体長が平均12cm、体重は75-132gで、大きな妊娠からの子アナグマは小さい。3-5日で爪がはっきりして、個々の黒髪が現れ始める。4-5週間で目を開き、同時期に乳歯が萌出する。生後8週間で巣穴から出てきて、12週で離乳し始めるが、生後4-5ヶ月まで吸う場合もある。子分格のメスは、（ボス格である）母親アナグマの子守や給餌や毛づくろいを補佐する。子アナグマは6-9週で全身に成体の体毛を生やす。一定規模を超えるアナグマの群れを形成する地域では、一時的にアナグマが他の巣穴を訪れる場合もあるが、出生群からの分散は稀である。野生だとアナグマは最大約15歳まで生きる。

### 冬眠
アナグマは晩夏の間に脂肪量を蓄積する（これは10月にピークを迎える）ことで冬眠の準備を始める。この時に巣穴は清掃され、巣部屋は寝わらで満たされる。冬眠を迎えると、アナグマは乾燥した葉と土で巣穴の入口を塞いでしまう。彼らは通常、雪が降ると巣穴から離れなくなる。ロシアと北欧諸国では、アナグマは10月下旬-11月中旬に冬眠を迎え、3月-4月上旬に巣穴から出てくる。冬が厳しくない英国本土や南コーカサスなどの地域では、アナグマが全く冬眠しなかったり、地下で長時間過ごすも寒さが緩むと姿を現す。

### 食餌
ヨーロッパアナグマは、食肉目の肉食動物の一つである。非常に適応性が高く、日和見的な雑食で、その食餌は幅広い動植物にわたる。ミミズが最も重要な食料源で、次いで大型昆虫・腐肉・穀物・果物・小型哺乳類（ウサギ、ネズミ、トガリネズミ、モグラ、ハリネズミなど）である。昆虫の獲物は、コガネムシ科・糞虫・オサムシ・毛虫・ガガンボのほかスズメバチの巣やミツバチの巣などである。彼らがスズメバチの巣を破壊できるのは、厚い皮膚と体毛が刺突からアナグマを保護するためで、ツヤクロスズメバチの巣を巣内の幼体ごと消費してしまう。穀物食品は、小麦・オーツ麦・トウモロコシ・時には大麦が含まれる。果物には、落下したリンゴ・西洋梨・スモモ・各種ベリー・ドングリ・ブナの実・ヒッコリーの実・野生するアルムの球茎などである。
時には（特に冬や干ばつの時期に）、大型の鳥類や両生類、小型の爬虫類（リクガメ、カタツムリ、ナメクジ）、キノコ類、そしてクローバーやイネ科などの葉も食べる。アナグマは、狩りのたびに1種類の食物を大量に獲る。一般的に彼らは1日あたり0.5kg以上の食餌をしないが、1歳未満の若い個体は成体よりも多く食べる。体重15kgの成体アナグマは、体重の3.4%に相当する量の食物を食べる。アナグマは典型的にその場で獲物を食べ、それを巣穴に運ぶことは滅多に無い。鶏舎では余剰殺傷が観察される。

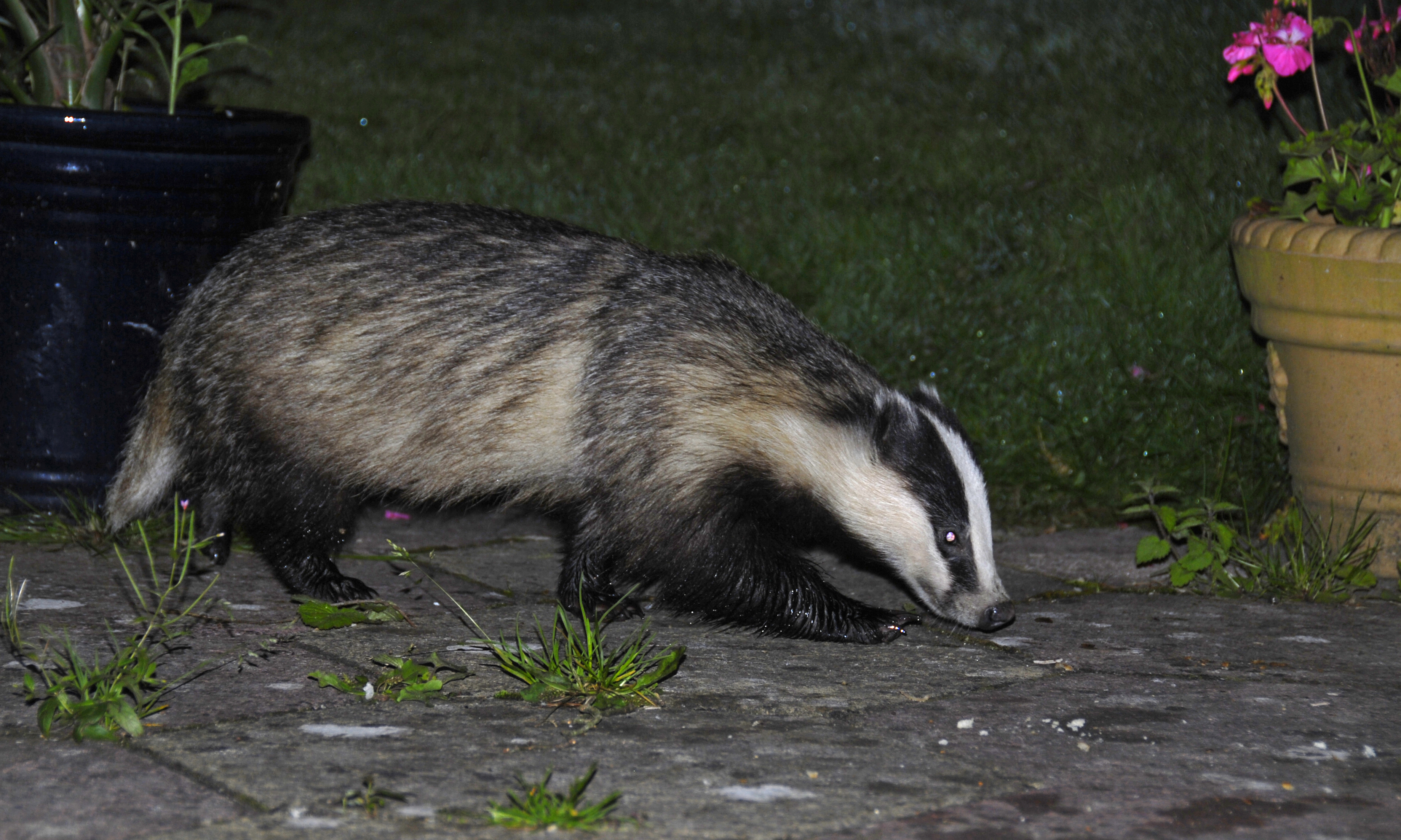
食べ物を漁るイギリスのアナグマ

アナグマは年中ウサギを（特に若い個体が捕獲できる時に）捕食する。彼らは匂いで巣内の位置を特定することで若いウサギを捕まえ、その後彼らに向けて垂直下向きに掘る。野菜食物が乏しい山岳や丘陵地帯では、アナグマは主な食料源としてウサギを頼りにする。成体のウサギは、負傷したり罠に嵌まっていない限り、通常は避ける。彼らは、ウサギの皮を食べずに残し、裏返して内側の肉を食べて消費する。ハリネズミも同様の方法で食べる。アナグマが偏在する地域には、ハリネズミが少ない。一部の凶暴なアナグマは子羊を殺したりもするが、非常に稀である。巣穴近くに羊毛や骨が捨てられているため子羊殺しにアナグマが関与していると勘違いされる場合もある（アナグマには餌を巣穴に運ぶ習性が無く、たまにアナグマと一緒に住んでいるキツネが原因という場合がある）。彼らは通常、背後から肩に噛みついて子羊を殺す。家禽や狩猟鳥も滅多に摂取しない。アナグマの中には揉め事を起こさずにそれら鳥舎付近に巣穴を作ったりもする。アナグマが飼育鳥を殺す例は稀だが、一般的に過酷な天候とアナグマの個体数増加のため食糧が不足する2月から3月に殺害が起こる。アナグマは顎で養蜂箱を簡単に壊すことが可能で、蜂の群れに襲われた場合でも蜂の刺突を殆ど意に介さない。

### 人間以外の捕食者との関係

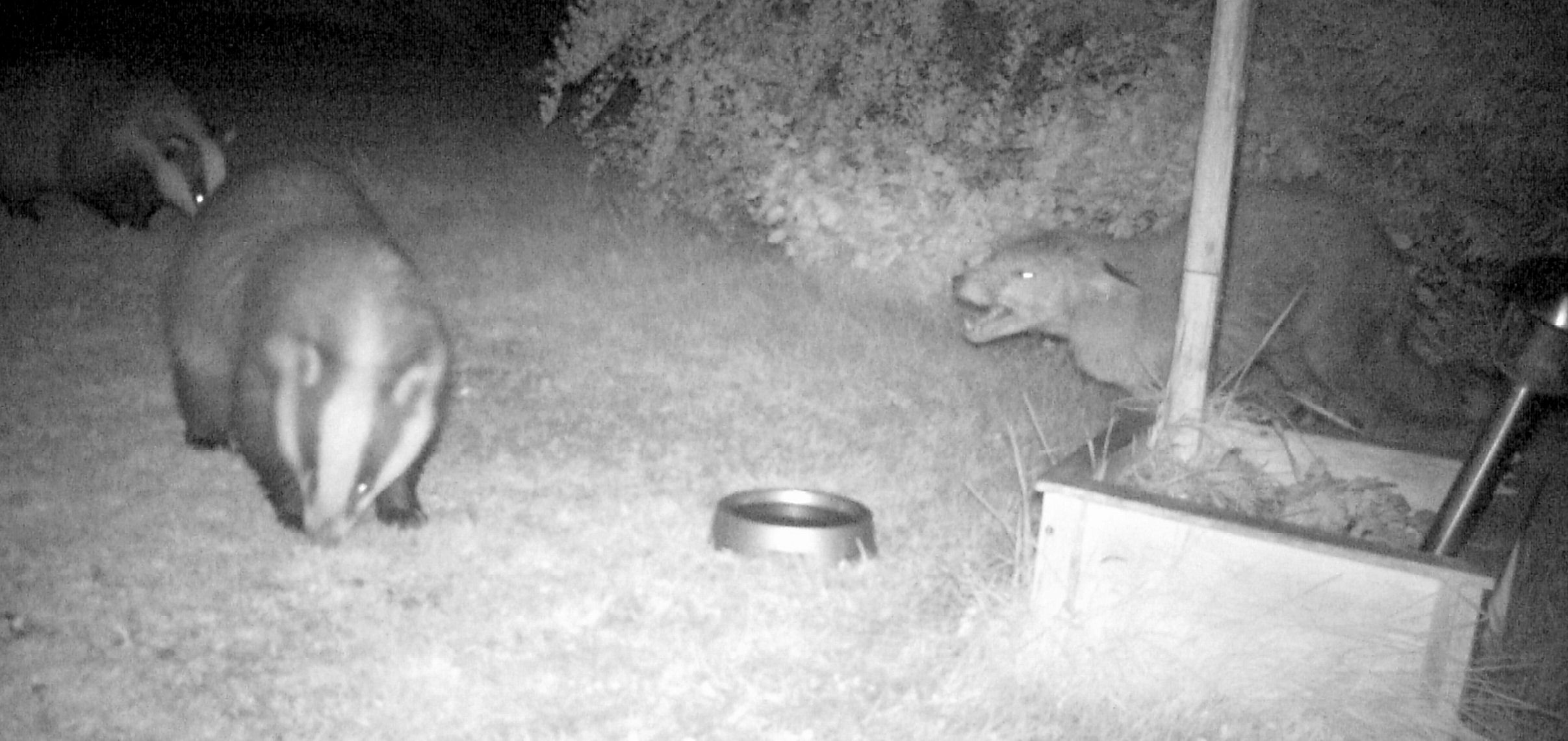
夜に鳥の餌皿に向かって移動する2匹のアナグマと、立ち向かう1匹のアカギツネ

ヨーロッパアナグマには天敵が数えるほどしかいない。通常はおとなしいが、追い詰められるとアナグマは非常に攻撃的で獰猛になり、捕食者が狙うには危険を伴う。ハイイロオオカミ、ユーラシアオオオヤマネコ、ヒグマというヨーロッパに現存する3種の最も大きな陸生捕食者と大型のイエイヌは成体のアナグマに脅威を与えうるが、多くの場合これら捕食者は人間の排斥により個体数が限られており、また彼らは通常だと有蹄類みたいにより簡単で大きな獲物を好むため、彼らによって引き起こされる死亡例は少ない。 しかもアナグマは、捕食者に気付いて逃げ道のない所に追い詰められた場合に猛然と戦う場合がある。
ヨーロッパアナグマは大きな巣穴の中でアカギツネ（孤立区画にいる）と同居している場合もある。この二種は恐らく片利共生で互いを容認している。キツネはアナグマに食べ残しを提供し、アナグマは共有する巣穴の清潔さを保つ。しかし、アナグマが巣からメスギツネを追い出し、食べ残しを食べずに破壊するケースが知られている。一方、アカギツネは春に子アナグマを殺すことも知られている。イヌワシはヨーロッパアナグマの捕食者として知られており、子アナグマへの攻撃は母親の足下から直接引き抜いてしまう場合も含め珍しいことではなく、成体のアナグマさえも冬眠を経た体の弱い空腹時には襲われる場合がある。ワシミミズクもたまに子アナグマを奪い去り、オジロワシやカラフトワシといった他の大型猛禽類も子アナグマの捕食者の可能性があると考えられている。タヌキは避難所としてアナグマの巣穴を広範囲に使用する場合がある。アナグマとタヌキが同じ穴で冬を迎えるケースは、恐らくアナグマが後者よりも2週間早く冬眠に入り、目覚めもタヌキの2週間後に出発するためで、多くの既知例がある。アナグマと子タヌキが同じ巣穴に共存する例外的なケースもあるが、アナグマの容認期間を超えてタヌキが居座っている場合には追い出したり殺してしまう場合がある。

## 病気と寄生虫
ウシ型結核菌 (Mycobacterium bovis) によって引き起こされる牛結核がアナグマの主な死亡因子だが、感染したアナグマは動けなくなる前に幾年間も生存して繁殖に成功する。この病気は1951年にスイスのアナグマで初めて観察され、シャモアまたはノロジカから感染したと考えられる。1971年にはイギリスで検出され、そこでは牛への結核の感染爆発に繋がった。それ以来、アナグマの選抜除去が牛結核を効果的に減少ないし排除できているのかに関して、様々な議論が起こっている。
アナグマはイタチ科ヘルペスウイルス-1に弱いほか、狂犬病や犬ジステンパーにも罹りやすい（イギリスだと後者2つはない）。ヨーロッパアナグマに見られる他の疾患は、動脈硬化症、肺炎、胸膜炎、腎炎、腸炎、多発性関節炎、リンパ肉腫などである。
アナグマの内部寄生虫には、吸虫と線虫そして条虫が幾種類いる。彼らによって運ばれる外部寄生虫には、アナグマノミ(Paraceras melis)やヒトノミのほか、シラミ(Trichodectes melis)や各種ダニ (Ixodes ricinus, I. canisuga, I. hexagonus, I. reduvius and I. melicula)がいる。彼らは疥癬にも罹る。アナグマは多くの時間をグルーミングに費やし、個体では各自の腹側を集中して毛繕いして逆側を別の個体と交互に行うが、社会的グルーミングでは一個体が別個体の背面をグルーミングする。ノミはこれを避けようとして毛穴側に潜り込んだり飛んでアナグマから離脱したりする。このグルーミングは、単に社会的な役割があるだけでなく、ノミへの嫌がらせも兼ねている。

## 状態
国際自然保護連合は、ヨーロッパアナグマを絶滅の低危険種だと評価している。これは、ヨーロッパの広範囲に及ぶ比較的普遍的な種で、群れは一般的に安定しているためである。中央ヨーロッパでは、狂犬病の発生率減少のため昨今の数十年でさらに増加している。他の地域でも西ヨーロッパとイギリスで数が増えている。ただし、農業中心の一部地域では、生息地喪失のため数が減少し、他の地域では害獣として狩猟されている。

## 文化的意義

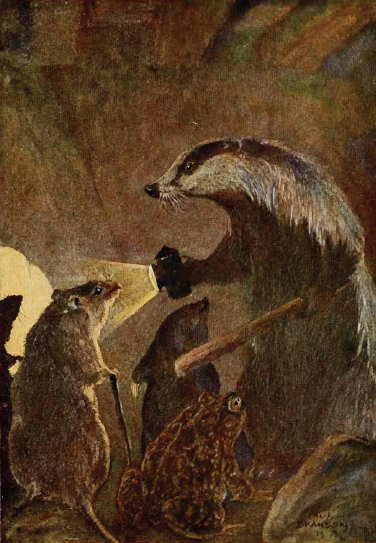
ケネス・グラハムの児童小説『たのしい川べ』挿絵に描かれているアナグマのバジャー(Badger)氏

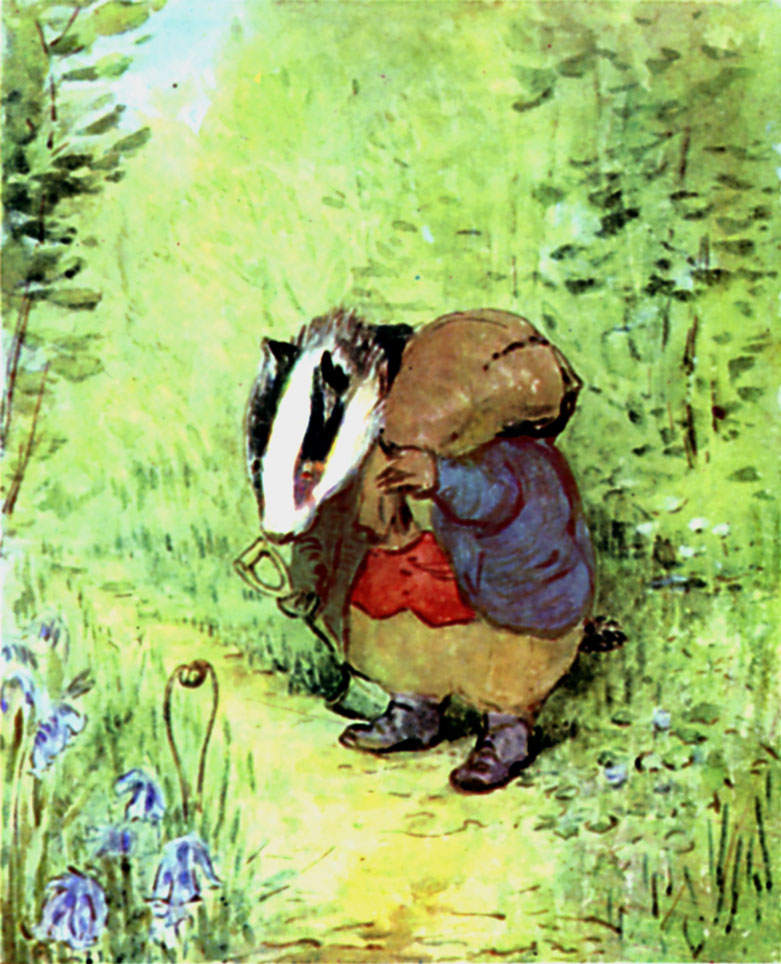
絵本『キツネどんのおはなし』でビアトリクス・ポッターによって描かれたアナグマのトミー

アナグマはヨーロッパの民間伝承の一部の役割を果たし、現代文学に登場する。アイルランド神話で、アナグマは獣人かつタドゥグの親族として描かれている。ある話で、タドゥグは夕食のためにアナグマ数頭を殺して調理したことで自分の養子を非難する。ドイツの民間伝承で、アナグマは慎重で平和を愛するペリシテ人として描かれおり、彼は自分の故郷や家族そして快適さを何よりも愛しているが、驚かされると攻撃的になる。彼はルナールという狐のいとこで、正義の道に戻るようルナールに説得を試みるも無駄に終わる。
ケネス・グラハムの『たのしい川べ』で、アナグマのバジャーは「単に社会を憎む」孤独な人物として描かれているが、モグラのモールや川ネズミのラッティーの良い友人である。ヒキガエルのトードとは、故父の友人として真剣に接することも多いが、同時に総じて忍耐強く、彼に好印象を抱いている。彼は、この森の賢者で優れた指導者と見なされており、また勇猛で熟練した戦士でもある。
ラッセル・ホーバンと妻リアン・ホーバンによる児童書『フランシス』シリーズは、擬人化したアナグマの家族を描いている。
テレンス・ハンベリー・ホワイトのアーサーシリーズ『永遠の王』では、若きアーサー王が教育の一環として魔術師マーリンによってアナグマに変身させられる。彼は年上のアナグマと会い「私が君に教えることができるのは2つだけ。掘ることと、自分の故郷を愛することだ」と伝える。
トミー・ブロックという名の悪役アナグマがビアトリクス・ポッターの1912年の著書『キツネどんのおはなし』に登場する。彼はウサギのベンジャミンの子供達とと妻フロプシーを誘拐し、キツネのトッド（本の最後で戦うことになる）の家のオーブンに隠す。キツネの住み家を占有する汚い動物としてのアナグマの描写は自然主義の観点から批判されたが、矛盾はほとんどなく、典型的なキツネとアナグマを想起させるというよりも、個々のキャラクターを作るために採用されている。
トリュフハンターという賢明な年老いたアナグマがC・S・ルイスの『カスピアン王子のつのぶえ』に登場し、ミラース王との闘いでカスピアン王子を支援する。
アナグマは、コリン・ダンの『ファージングウッドのなかまたち』シリーズでキツネの副司令官として顕著な役割を果たす。アナグマは小説『ハリーポッター』シリーズのハッフルパフ家のシンボルでもある。レッドウォール伝説シリーズにもアナグマの領主(Badger Lords)がいて、サラーマンストロンの絶滅した火山要塞を支配し、勇猛な激しい戦士として名を馳せている。

### 紋章学

フィンランドの自治体ルハンカの紋章に描かれたヨーロッパアナグマ

ヨーロッパアナグマは、フィンランド中央スオミ県の自治体ルハンカの紋章に描かれており、かつて同地域でその毛皮貿易が重要だったことを示している。アナグマは同国ウーシマー県の自治体ヌルミヤルヴィが定める自治体動物でもあり、そこでは非常に一般的な哺乳類である。

### 狩猟

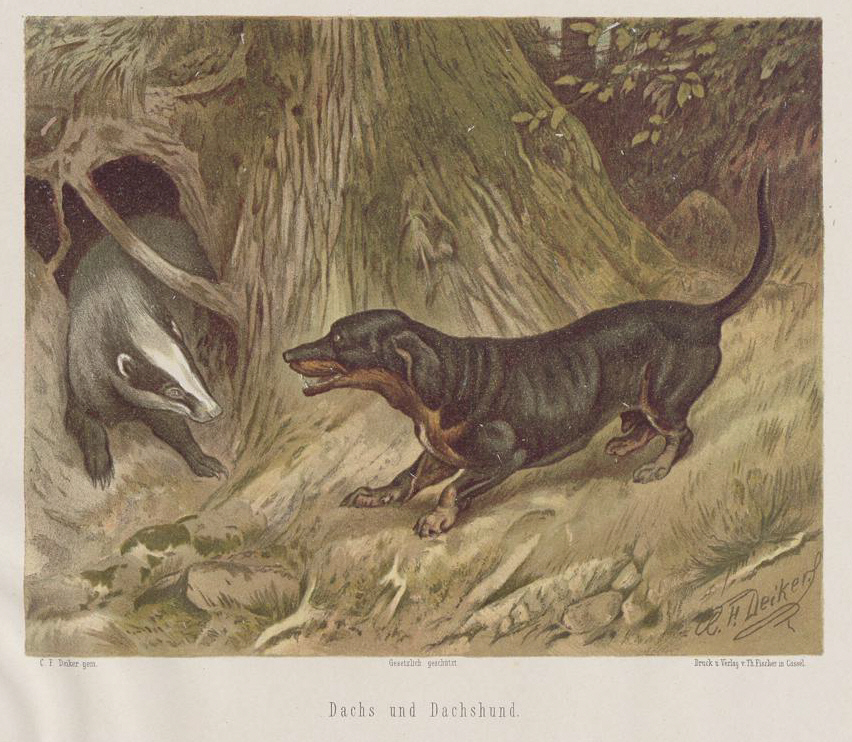
ダックスフントに吠えられて出てきたアナグマの挿絵（ダックスフントはドイツ語で「アナグマ犬」という意味）

ヨーロッパアナグマは狩猟経済にとって殆ど重要ではないが、現地で積極的に狩猟される場合がある。アナグマ狩猟で用いられる方法は、トラバサミでの捕獲、巣穴で銃を構えて待ち伏せ、巣穴を煙でいぶして外に追いやる、フォックス・テリアやダックスフントなど巣穴を掘り出すために特別に飼育された犬を使う、などである。ただし、アナグマは（狩猟者にとって）悪評高い厄介な動物である。皮膚は厚くて緩く、保護の役目を果たす長い体毛で覆われており、頑強な頭蓋骨には殆どの鈍的外傷が効かず、散弾銃の弾でも意に介さない程である。

### ベイティング
「アナグマいじめ」とも訳されるアナグマへのベイティングはヨーロッパでかつて人気を博したブラッド・スポーツであり、アナグマは生きて捕らえられると箱に入れられ、犬に攻撃されていた。イギリスでは、1835年の動物虐待防止と1911年の動物保護法によってこれが非合法となった。さらに、アナグマに対する残虐行為と殺害は1992年のアナグマ保護法に基づく違法行為と規定され、同法ではアナグマのベイティングを必然的に助長させる行為（巣穴の妨害、負傷した動物を健康的に看護する目的以外でのアナグマ採取や所持）も追加で違法とされた。有罪判決を受けた場合、アナグマのベイティング業者は最大で懲役刑6ヶ月と最高5,000ポンドの罰金、および社会奉仕や犬の所有禁止といった他の懲罰的措置に処せられる可能性がある。裏を返せば、1992年に規制を強化しなければならないほど、違法なアナグマのベイティングが近年までイギリスで横行していたと言える。

### 間引き
1960年代と1970年代のヨーロッパでは、狂犬病を抑制する目的で多くのアナグマがガス致死させられた。イギリスでは1980年代まで、アナグマの間引きがガス致死の形式で実施され、牛結核(bTB)の蔓延を抑制した。1998年に限定的な間引きが、無作為による10年間の試験的な間引きの一環として再開されたものの、これには効果が無かったと考えられることがジョン・クレブスらによって示された。選抜的な間引きを求める団体もあれば
、ワクチン接種プログラムの方を支持する団体もおり、獣医達はその病気がアナグマに多くの苦しみを引き起こすといった慈悲の理由で間引きを支持している。2012年、英国政府は環境・食糧・農村地域省(Defra)の主導による限定的な間引きを承認したが、これは後に様々な理由で延期された。2013年8月、サマセット州西部とグロスターシャー州で6週間にわたり約5,000匹のアナグマを対象にしたライフル銃による限定的な間引きプログラムが始まった（一部のアナグマは当初檻に閉じ込められた）。この間引きには、感情的・経済的・科学的な理由が挙げられて多くの抗議を引き起こした。アナグマは、イギリスの田舎の象徴的な種と見なされているが、絶滅の危機に瀕していない。影の内閣閣僚からは「政府自身の数字は、救済保護よりも多額の費用がかかることを示している」と主張され、1990年代に無作為のアナグマ間引き裁判を主導したクレブス卿は、（与野党）2つの指針が「有用な情報をもたらすことはないだろう」と述べた。2013年から2017年までの間引きに関する科学的研究では、牛結核の発生率が36-55%減少したことが示されている。 

### ペット飼育

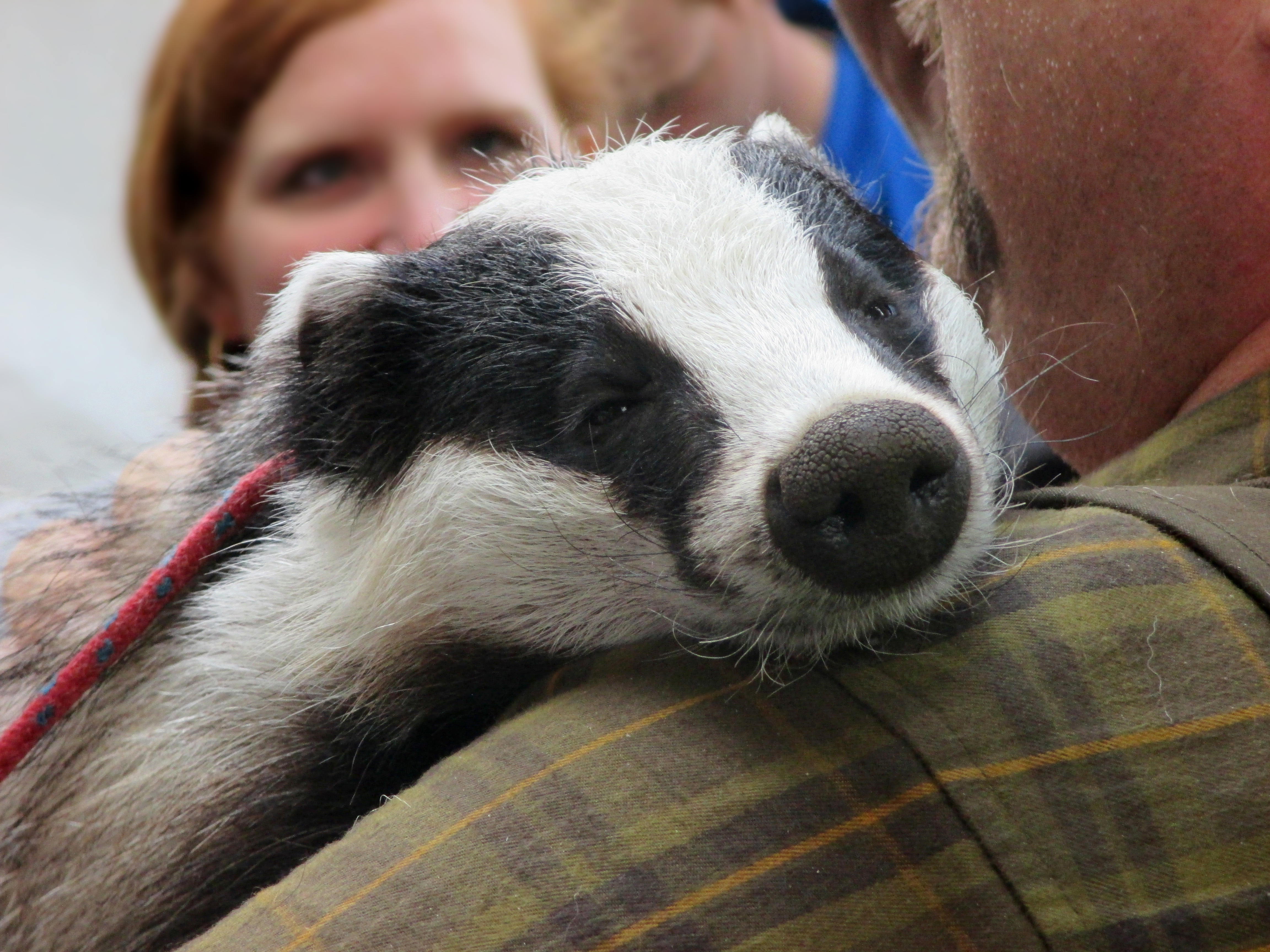
スウェーデン建国記念日のお祝いでお披露目された、幼少期より飼育されたヨーロッパアナグマ

ヨーロッパアナグマが飼育されているという記述が幾つか存在する。飼い慣らされたアナグマは人懐こいペットであり、名前が呼ばれた時に飼い主のもとに来るよう訓練することも可能である。食べ物の好き嫌いが少ないため餌やりは容易で、豚肉は嫌いだが、訓練なしでも本能的にネズミやモグラや若いアナウサギを掘りだす。飼育されたアナグマがキツネと仲良くしている記録が1件存在するものの、一般的に猫や犬の存在を容認することはなく、彼らを追い立ててしまう。

### 用途

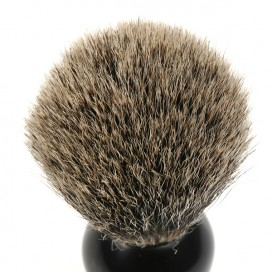
アナグマの毛を使ったシェービングブラシ

アナグマの肉は旧ソ連の一部地域で食べられていたが、ほとんどの場合は廃棄されている。かつてイングランドやウェールズやアイルランドでは、アナグマから作られた燻製ハムが高く評価されていた。
幾つかのアナグマ製品が医療目的で使用されている。アナグマの専門家アーネスト・ニールは1810年版『The Sporting Magazine』で次のように記した。

アナグマの肉と血と脂肪は、油・軟膏・軟膏粉末、息切れ、肺の咳、石、捻挫した腱などに非常に有用である。よく鞣された皮は、麻痺性障害に悩む古代の人々にとって非常に暖かく快適である。
ヨーロッパアナグマの毛は何世紀にもわたってスポーラン
やシェービングブラシを作るのに使われている。スポーランは、スコットランドのハイランド地方の男性衣装の一部として伝統的に着用されている。それらは皮から作られた袋ないしポケットで、垂れ蓋にアナグマほか動物の頭部が使われる場合がある。この皮は以前は拳銃入れにも使用されていた。